# Acanthocyclops lobulosus
Acanthocyclops lobulosus is een eenoogkreeftjessoort uit de familie van de Cyclopidae. De wetenschappelijke naam van de soort is voor het eerst geldig gepubliceerd in 1905 door Ekman.